# Conférence de Malino

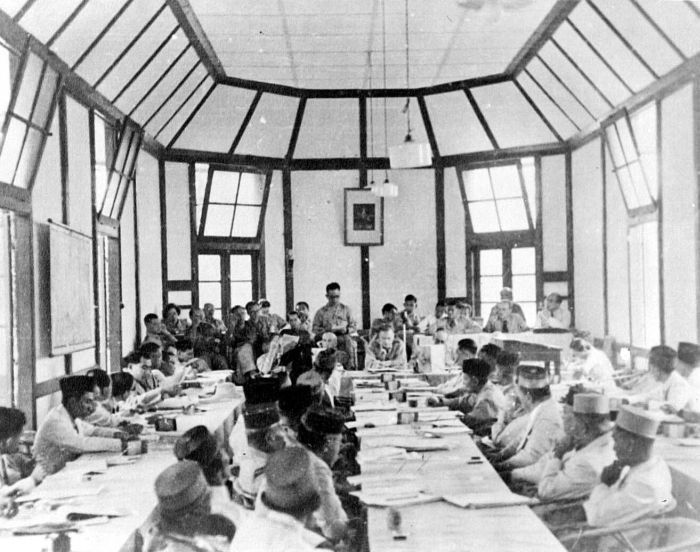
La conférence de Malino

La conférence de Malino est une conférence qui s'est tenue en juillet 1946 dans la station de montagne de Malino dans le sud de Sulawesi. Organisée par les Néerlandais, son objectif était la création d'une entité fédérale qui serait constituée de différents États et territoires qu'ils comptaient créer dans l'archipel indonésien.

## Contexte
Le 17 août 1945, Soekarno et Hatta proclament l'indépendance de la république d'Indonésie, alors que l’archipel est encore occupé par les Japonais. Début septembre, les quatre États princiers du centre de Java déclarent leur soutien à la République. Plusieurs princes balinais, ainsi que la plupart des princes bugis et makassar du sud de Célèbes, reconnaissent la souveraineté de la République. Ce n'est pas le cas de nombreux princes dans les autres îles, qui avaient bénéficié du système colonial néerlandais. Par ailleurs dans le sud de Célèbes, l'antipathie des Toraja, christianisés, envers leurs voisins bugis et makassar musulmans, permettra aux Néerlandais de se réinstaller dans la région.
L'avance des troupes américaines dans le Pacifique avait créé des enclaves alliées dans lesquelles les Néerlandais avaient pu restaurer leur administration : Balikpapan et Tarakan dans l'est de Bornéo, Morotai dans le nord des Moluques, Biak, Hollandia (aujourd'hui Jayapura) et Merauke en Nouvelle-Guinée occidentale. Ils rétablissent également leur administration, civile et militaire, dans les grandes villes de l’est de l’archipel.

## Conséquences
Fin 1946, les Néerlandais et la république d'Indonésie signent l'accord de Linggajati par lequel les premiers reconnaissent l'autorité de facto de la seconde sur Java, Madura et Sumatra, et les deux parties s'engagent à créer début 1949 des « États-Unis d'Indonésie » dans lesquels la République serait un des « États fédéraux ».
À la suite de cet accord, les Néerlandais créent six negara (États) :
1. Indonésie orientale (Negara Indonesia Timur),
2. Madura,
3. Java oriental (Negara Jawa Timur),
4. Pasundan (actuelle province de Java occidental),
5. Sumatra du Sud et
6. Sumatra oriental (région de Medan, ancien sultanat de Deli)

et neuf wilayah (territoires) :
1. Kalimantan occidental,
2. Bandjar,
3. Bangka,
4. Belitung,
5. « Grand Dayak » (Dajak Besar),
6. Java central,
7. Kalimantan du Sud-Est (Kalimantan Tenggara, l'ancien sultanat de Pasir),
8. Kalimantan oriental (non compris Pasir),
9. Riau.

Avec la république d'Indonésie, ces États et territoires formeront la république des États-Unis d'Indonésie à laquelle sera transférée la souveraineté le 27 décembre 1949 à l'issue de la conférence de la Table ronde de La Haye.